# NGC 3808B
NGC 3808B هي مجرة حلزونية أو مجرة محدبة تتفاعل مع NGC 3808A، وخلق زوج من المجرات تسمى NGC 3808A. جسر مضيئ من المواد يربط جسديا المجراتين ويمكن أن ينظر إلى وجودالتفاف حول NGC 3808B في مدار الحلقة القطبية. ويمكن رؤية مجموعات النجوم الزرقاء الساطعة في الجسر والحلقات القطبية، مما يدل على نشاط تشكيل نجوم جاري في المنطقة.

## وصلات خارجية
- NGC 3808B على موقع ويكي سكاي: DSS2, SDSS, GALEX, IRAS, Hydrogen α, X-Ray, Astrophoto, Sky Map, Articles and images